# Lichtsegel
Bei einem Lichtsegel, das oft auch als Segelleuchte bezeichnet wird, handelt es sich um eine Deckenleuchte, die mittels eines Stofftuchs direktes (nach unten gerichtetes) und indirektes (zur Decke gerichtetes) Licht kombiniert. Es wird vor allem dann genutzt, wenn die Lichtquelle zugleich als gestalterisches Element in einem Raum verwendet werden soll, beispielsweise in der Wohnraumbeleuchtung.

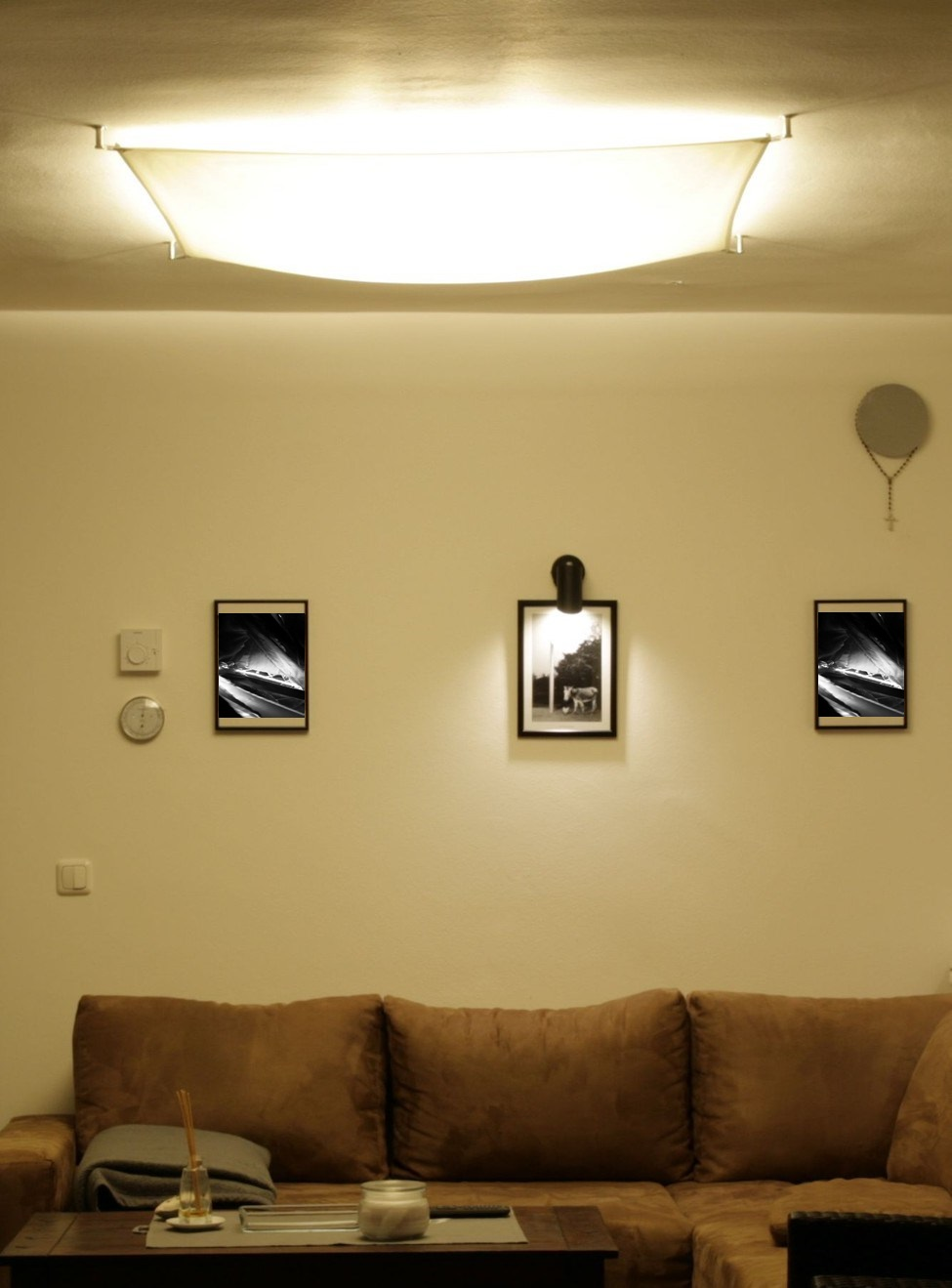
Lichtsegel mit warmweissen E27-LED-Lampen

## Verwendung
Grundsätzlich kann eine Segelleuchte in jedem beliebigen Privatraum verwendet werden. Die Beleuchtung ist so konzipiert ist, dass es als weiches Licht wahrgenommen wird und dadurch für eine angenehme Atmosphäre sorgt. In der Praxis wird das Lichtsegel hauptsächlich in Räumen wie Wohnzimmer, Küche, Kinderzimmer oder Schlafzimmer genutzt.
In gewerblichen Räumen kommen Segelleuchten meist bei Gelegenheiten zum Einsatz, wo sich Menschen über einen längeren Zeitraum aufhalten. Durch die Kombination mit direkten und indirekten Lichtanteil, wirft die Leuchte kaum Schatten, erzeugt keine Reflexion und blendet nicht. Somit sorgt sie für eine angenehme, gleichmäßige Ausleuchtung des Raumes wie beispielsweise in Restaurants, Büros, Besprechungsräumen,  Arztpraxen, Therapie- und Massageräumen sowie Wartezimmern.

## Aufbau

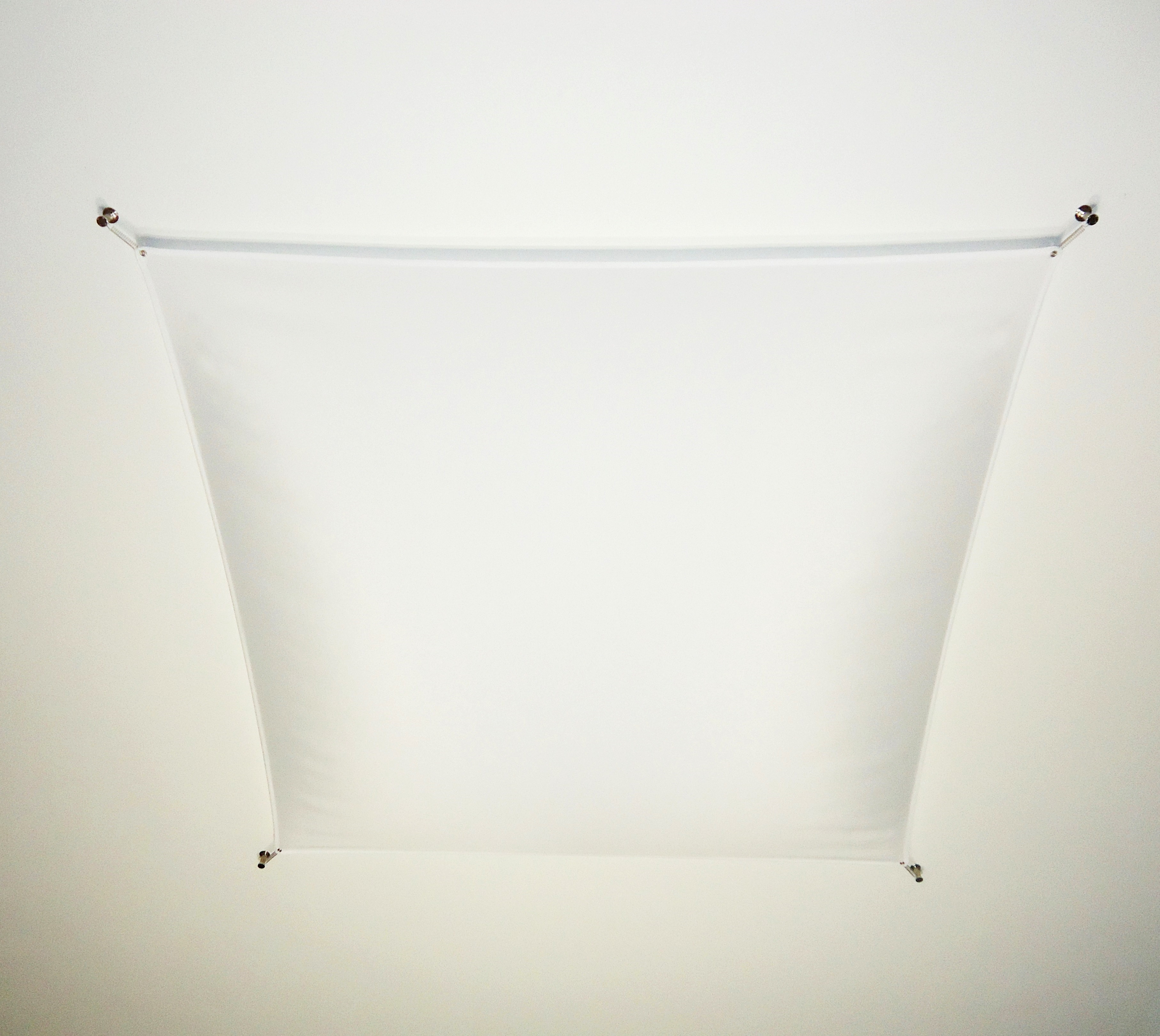
Lichtsegel mit weißer Stoffabdeckung in T5-Version

Wie alle Deckenleuchten besteht auch diese aus einer Abdeckung und einer Grundplatte. Die Abdeckung wird mittels Federn und Distanzhalter an der Decke befestigt und kann, wie bei herkömmlichen Lampen, abgenommen werden, um das Leuchtmittel zu wechseln.

### Abdeckung
Die Abdeckung besteht aus Stoff oder Kunststoff. Meist wird dafür Segeltuch benutzt, welches  sich durch ein hohes Maß an Strapazierfähigkeit auszeichnet. Grundsätzlich wird das Stofftuch aus einem B1 permanent schwer entflammbaren Material gefertigt.
Da sich das Segeltuch in unmittelbarer Nähe zum Leuchtmittel befindet, kann hier eine enorme Hitze entstehen. Durch die Wahl eines hitzebeständigen Materials ist ausgeschlossen, dass auch bei längerem Betrieb der Lampe sich der Stoff entzünden kann. Während Segelleuchten mit Stoffabdeckung fast ausschließlich an der Decke montiert werden, können Lichtsegel mit Kunststoffabdeckung auch an der Wand angebracht werden.
Segelstoff wird von den Herstellern auch deshalb gern verwendet, weil dieser als besonders pflegeleicht gilt. Er lässt sich bei 30 °C in der Waschmaschine waschen und kann in feuchtem Zustand bei mittlerer Temperatur gebügelt werden. Als Stofffarben gelten Weiß, Creme oder Gelb sowie bunte Motive die durch ein spezielles Siebdruckverfahren bedruckt werden.

### Grundplatte

#### Grundplatte mit Vorschaltgeräten
Die Grundplatte mit Vorschaltgeräten steht in verschiedenen Varianten für den Betrieb mit Leuchtstoffröhren oder Kompaktleuchtstofflampen zur Auswahl:
- verlustarmes Vorschaltgerät mit Starter (VVG)
- elektronisches Vorschaltgerät (EVG)
- elektronisches Multiwatt-Vorschaltgerät für T5-Leuchtstofflampen
- dimmbares elektronisches Vorschaltgerät für T8- und T5-Leuchtstofflampen[2]

Das EVG gilt als modernere Variante mit diversen Vorteilen. So wird etwa das Leuchtmittel schneller gezündet und strahlt darüber hinaus völlig flimmerfrei. Ein weiterer Aspekt ist die Stromeinsparung von bis zu 20 Prozent gegenüber dem verlustarmen Vorschaltgerät. Wird das elektronische Vorschaltgerät in Kombination mit T5-Leuchtstoffröhren verwendet, erhöht sich deren Lebensdauer durch lampenschonenden Betrieb auf bis zu 16.000 Betriebsstunden. T5-Segelleuchten sind mit Multiwatt-Vorschaltgeräten ausgestattet die den Vorteil haben, dass  Leuchtstofflampen unterschiedlicher Leistung wie z. B. mit 14 W oder 24 W betrieben werden können. Beim Einschalten erfolgt die automatische Leuchtmittelerkennung.
Die dimmbare Variante des EVG ist in 2 Varianten unterteilt:
- analog dimmbares EVG (1–10 V)
- digital dimmbares EVG DALI (mit Touch-DIM-Schnittstelle)

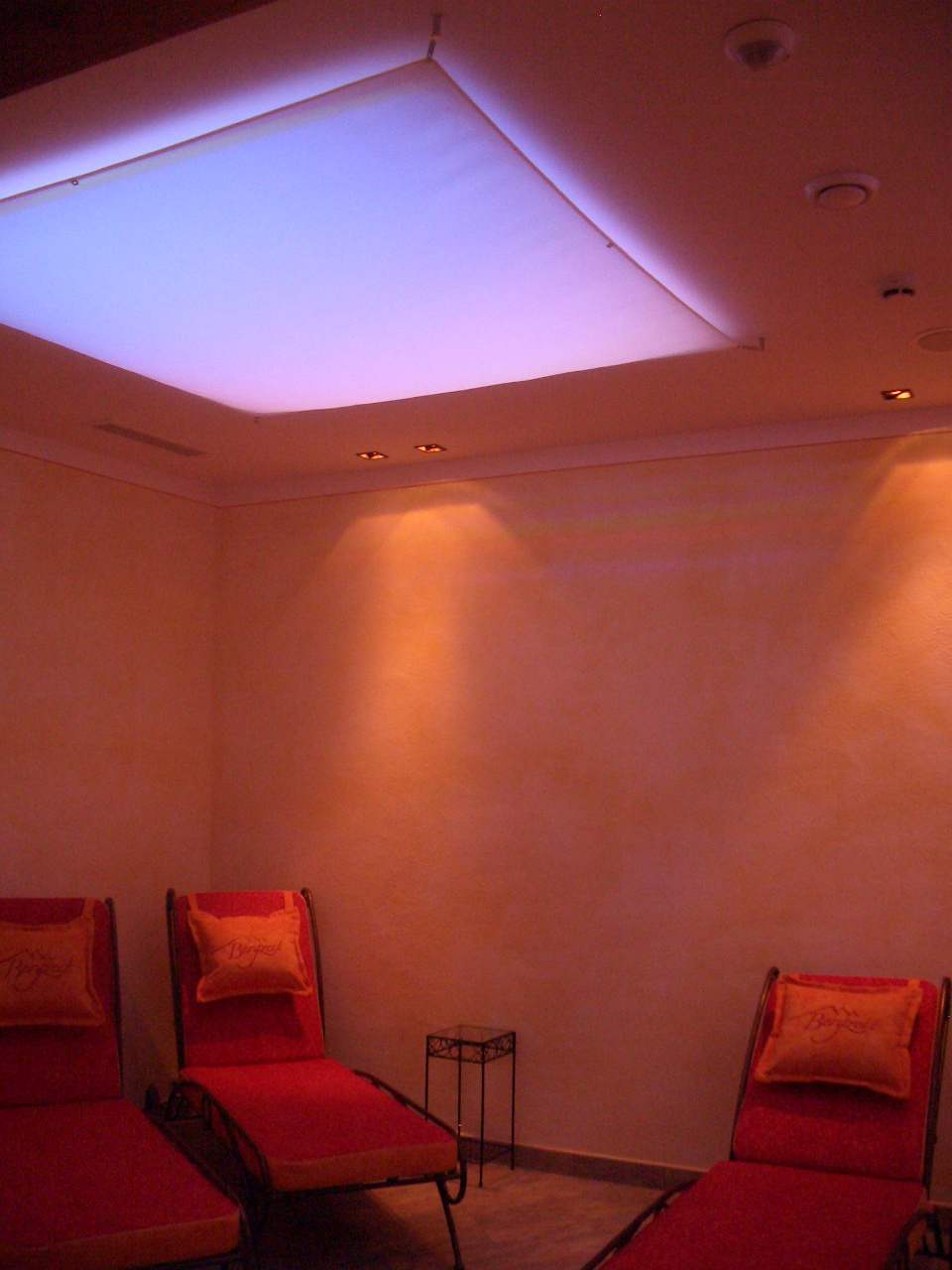
LED Lichtsegel mehrfarbig mit RGB-Farbverlauf

Das analog dimmbare Vorschaltgerät wird mittels Potentiometer und einem Drehschalter bedient, wobei Digital-Touch-DIM-Geräte durch einen Taster auf die gewünschte Helligkeitsstufe  einstellt werden können. Bei der dimmbaren Variante ist zu beachten, dass ein zusätzlicher Installationsdraht oder 5-poliges Kabel zur Dimmung benötigt wird. Ist dies nicht möglich, kann die Segelleuchte auch mit einem in der Einputzdose angebrachten Funkdimmer gesteuert werden.

#### Grundplatte in LED

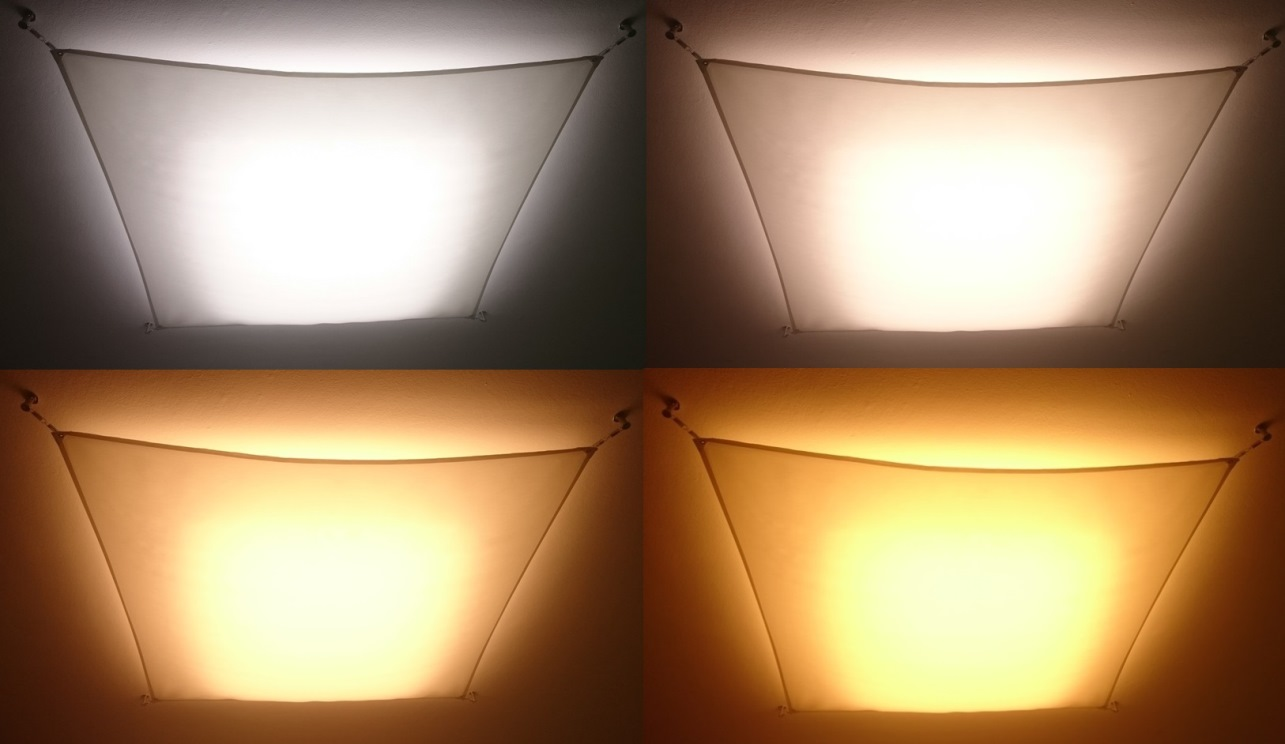
Lichtsegel LED Tunable White

Die Grundplatte mit LED-Bestückung steht in verschiedenen Varianten zur Auswahl:
- Lichtsegel mit dimmbaren E27-LED-Lampen: Die LED-Lampen können mittels eines Phasenanschnitt oder Universaldimmer gedimmt werden. Die Leuchtmittel werden in den E27-Lampensockel hineingedreht und sind tauschbar.
- Lichtsegel mit LED-Grundplatte: LED-Segelleuchten sind mit einem speziell konstruierten Rahmen für eine gleichmäßige Ausleuchtung ausgestattet. Gedimmt wird die Leuchte über eine Fernbedienung oder über einen DALI Ausgang. Bei DALI erfolgt die Dimmung mittels Tasters.
- Lichtsegel mit LED-RGB-Grundplatte mit Farbwechsel[5]: RGB-Segelleuchten sind zusätzlich mit einem Farbwechsler ausgestattet, durch den verschiedene Lichtfarben und Farbabfolgen möglich sind. Nicht nur farbiges Licht wird erzeugt, sondern auch warm-weißes Licht kann eingestellt werden. Gedimmt und gesteuert wird die Leuchte entweder über eine Fernbedienung, einen DALI- oder DMX-Ausgang.
- Lichtsegel mit Tunable White LED Grundplatte: Die neue Tunable White Segelleuchte bietet die Möglichkeit, das Weißlicht dynamisch von 2500 K (warmweiß) bis 6500 K (kaltweiß) einzustellen. Da der menschliche Körper an den Lichtrhythmus des Tages angepasst ist, reagiert er auf blaues Licht mit größerer Aktivität, während warmes, rotes Licht von geringerer Intensität eher die Ruhephasen einleitet. Von dynamisch einstellbaren Licht profitieren vor allem Personen, die viele Stunden am Tag unter künstlicher Beleuchtung verbringen. Dimmen und Steuern lässt sich die Lichtfarbe dieser Segelleuchte per Fernbedienung, so dass auch ein stufenloses Einstellen der Lichtstärke möglich ist.

### Leuchtmittel
Die Segelleuchte kann wahlweise mit Leuchtstofflampen oder LED betrieben werden:
- Leuchtstoffröhren (T8, T5, 2GX13)
- Kompaktleuchtstofflampen (2G11)
- LED-Lampen (E27)
- LED-Platinen
- LED-Streifen in ein- oder mehrfarbig mit Farbverlauf (RGB) oder Tunable White mit Weißlichtmischung